# Sclerocarpus uniserialis
Sclerocarpus uniserialis là một loài thực vật có hoa trong họ Cúc. Loài này được (Hook.) Benth. & Hook.f. miêu tả khoa học đầu tiên năm 1873.